# 藤原季平
藤原 季平（ふじわら の すえひら）は、日本の平安時代中期の公卿。右大弁・藤原遠経の孫。修理亮・藤原尚範の四男。

## 経歴
村上朝初頭に蔵人左衛門尉を務める。のち、信濃守・紀伊守・尾張守・播磨守など地方官を歴任した。
円融朝の貞元2年（977年）造宮の功労により従三位に叙せられて公卿に列す。のち散官を経て、天元5年（982年）治部卿に任ぜるが、翌永観元年（983年）6月11日薨去。享年62。

## 官歴
注記のないものは『公卿補任』による。
- 天暦元年（947年） 12月14日：蔵人[1]
- 天暦4年（950年） 5月24日：見蔵人左衛門尉[2]
- 時期不詳：信濃守。紀伊守。尾張守[3]
- 貞元2年（977年） 8月2日：従三位（造宮賞）、見播磨守
- 天元5年（982年） 10月18日：治部卿
- 永観元年（983年） 6月11日：薨去

## 系譜
注記のないものは『尊卑分脈』による。
- 父：藤原尚範
- 母：海氏（丹後国人）の娘[4]または丹後守忠良（姓不詳）の娘
- 生母不詳の子女
  - 男子：藤原貴清
  - 男子：藤原長清